# Georg von Mitis
Georg von Mitis (17. dubna 1810 Vídeň – 25. července 1889 Vídeň) byl rakousko-uherský, respektive předlitavský státní úředník, soudce a politik, v roce 1871 krátce ministr spravedlnosti Předlitavska.

## Biografie
V roce 1831 dokončil studium práv a nastoupil do státních služeb v justici, později pracoval na zemském soudu v Dolních Rakousích a od roku 1841 v ústředních justičních orgánech ve Vídni. Roku 1846 se stal referentem vídeňského apelačního soudu. V letech 1844–1848 zasedal jako rytíř v Dolnorakouském zemském sněmu. V roce 1848 vedl rakouskou delegaci do Porýní a dnešní Belgie, kde studoval novinky v právním systému. Po návratu byl jmenován ministerským radou a roku 1849 se stal prezidentem komise pro zavedení soudního systému v Dolních Rakousích a následujícího roku prezidentem zemského soudu v Dolních Rakousích. Návrh na své jmenování místodržícím Dolních Rakous odmítl a naplno se věnoval justiční kariéře. V roce 1861 se stal sekčním šéfem na ministerstvu spravedlnosti, které v době, kdy onemocněl ministr Adolf von Pratobevera, fakticky vedl.
Nakonec se sám, krátce, stal členem vlády. 27. října 1871 se stal ministrem spravedlnosti Předlitavska ve vládě Ludwiga von Holzgethana. Ve vládě setrval do 22. listopadu 1871. Byl ovšem jen provizorním správcem rezortu coby sekční šéf ministerstva.